# Quadrangle Discovery
El quadrangle Discovery és un dels 15 quadrangles definits del reticulat cartogràfic adoptat de la Unió Astronòmica Internacional per Mercuri. Comprén la part de la superfície de Mercuri entre entre els 21° i els 66° latitud S i entre els 0° i els 90° longitud O i és identificat amb el codi H-11.
Discovery Rupes és l'estructura geològica present al seu interior triada com epònim pel mateix quadrangle. Aquesta denominació ha estat adoptada el 1976 després que la missió Mariner 10 disposara de les primeres imatges de la superfície de Mercuri. Abans s'anomenava quadrangle de Solitudo Hermae Trismegisti, pel nom de la característica d'albedo que havia estat històricament identificada en aquest lloc de la superfície.
Durant els tres sobrevols planetaris de Mercuri es va obtenir un cartografia parcial de la seva superfície. Després de la missió MESSENGER es va poder completar el mapa i millorar el detall de la part ja coneguda.
La regió no es caracteritza només per la Discovery Rupes, sino també per nombrosos cràters.

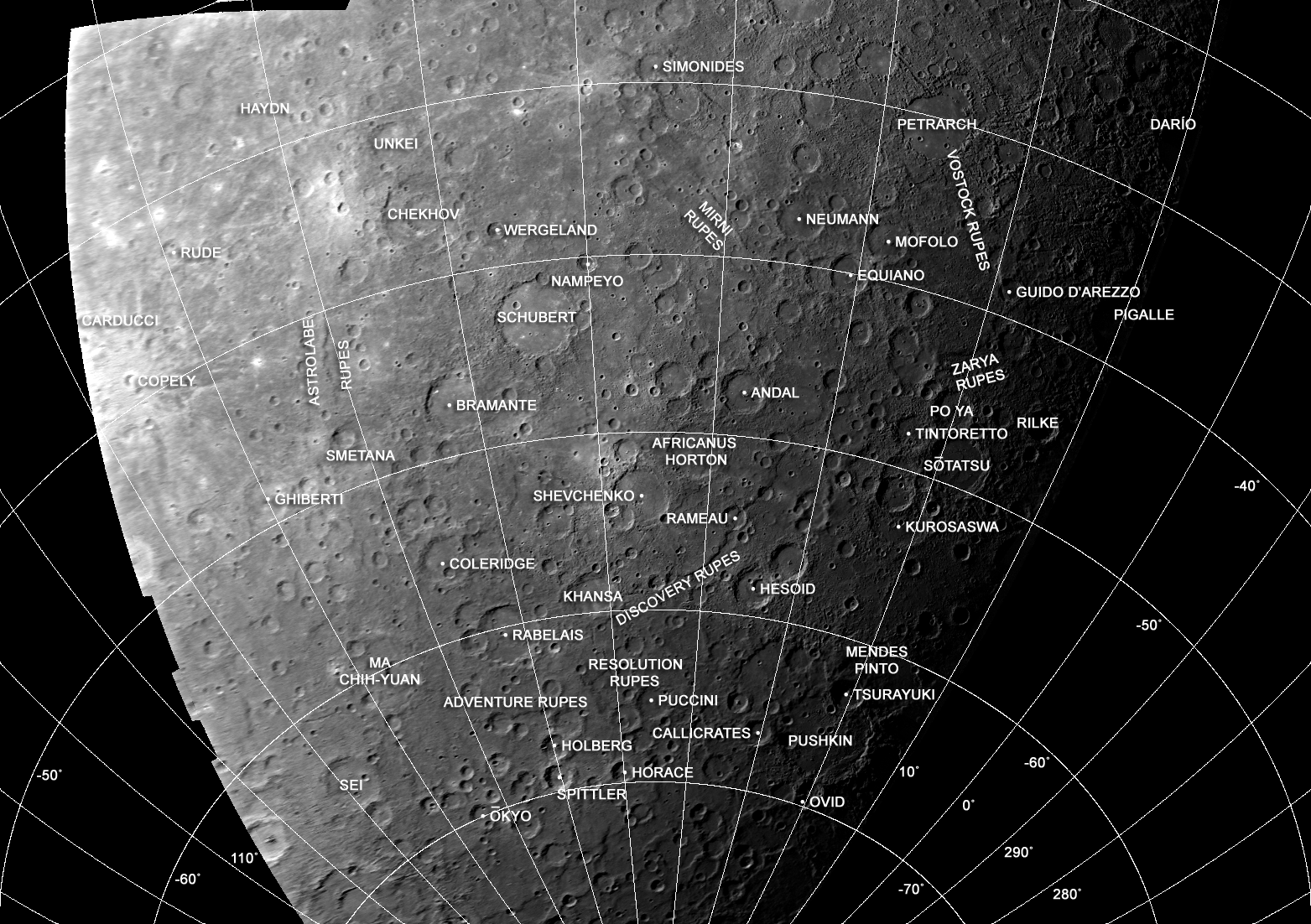
El quadrangle Discovery, en un collage d'imatges fetes per la Mariner 10.